# Мпотоворо
Мпотоворо (Mpotovoro) — находящийся под угрозой исчезновения океанийский язык, на котором говорят на северной вершине острова Малекула в Вануату. Язык потенциально под угрозой исчезновения (Д. Трион 2000), также на нём говорят 60 % детей и 70 % этнической группы.